# University College Dublin AFC
Der University College Dublin, National University of Ireland, Dublin Association Football Club (kurz UCD bzw. UC Dublin) ist die Fußballmannschaft der University College Dublin genannten nationalen irischen Universität in Dublin, Irland. Die Herrenmannschaft von UCD nimmt am Spielbetrieb der First Division der League of Ireland teil, der zweithöchsten Fußballliga in Irland. Die ebenfalls erfolgreichen Fußballerinnen, bekannt als UCD Women's Soccer Team, nehmen ebenfalls am Spielbetrieb der jeweils höchsten Hochschul- sowie Damenliga teil.

## Herren
Bis 1983 war die Mannschaft trotz Teilnahme am Spielbetrieb der irischen Profiliga eine reine Amateurmannschaft aus Studenten der Dubliner Universität und auch nach der Öffnung der ersten Mannschaft wird ein großer Teil der Spieler von Studenten und Ehemaligen der Universität gestellt. Für die Spieler besteht von jeher die Möglichkeit, neben dem Fußballspielen einen Hochschulabschluss zu erwerben. So spielte in den 1950er Jahren der mehrfache irische Minister und Präsidentschaftskandidat 1990 Brian Lenihan während seines Studiums bei UCD.

### Geschichte
UCD wurde 1895 als Catholic University Medical School Cecilia Street Football Club an der noch eigenständigen Catholic University Medical School gegründet, nach deren Eingliederung in das neuformierte University College Dublin wurde UCD umbenannt. Ein erster größerer Erfolg war 1914 der Gewinn der Universitätsmeisterschaften von Irland. Ein Jahr nach der Gründung der League of Ireland war UCD 1922 bereits zusammen mit den Shamrock Rovers in diese aufgenommen, wurde aber, weil die meisten Spieler zu Beginn der Saison noch in den Semesterferien waren und daher keine Mannschaft aufgeboten werden konnte, noch vor Beginn des Spielbetriebes wieder ausgeschlossen. Die nächste Möglichkeit zur Aufnahme in die höchste Spielklasse bot sich erst mehr als ein halbes Jahrhundert später.
1935 zog UCD in den Belfield Park ein, der bis zu Beginn der laufenden Saison als Heimspielstätte genutzt wurde. Seitdem spielt man im neuen Stadion „UCD Bowl“, das auch vom Rugbyteam der Universität genutzt wird.
1970 stieg UCD in die damals League of Ireland B genannte höchste Amateurklasse Irlands auf. Die Mannschaft hatte nun einige Klasse, so spielte dort Anfang der 1970er Jahre der spätere 70-fache irische Nationalspieler Kevin Moran im Dress des College. Dies führte dazu, dass UCD bis in die 1980er Jahre oft Einladungtourneen hauptsächlich in Asien durchführte.
Ende der 1970er Jahre kam dann auch der große Aufschwung für UCD; als 1978 eine Mannschaft aus Cork insolvent wurde, bot die League of Ireland UCD den freigewordenen Startplatz in der Liga an. In den ersten Jahren blieb UCD erfolglos und konnte die Saison nie besser als auf dem viertletzten von 16 Plätzen abschließen. 1983 wurde deshalb die Regel aufgehoben, dass nur aktuelle Studenten in der Mannschaft berücksichtigt werden durften. Sofort stellte sich der Erfolg in Form des Gewinns des Pokals 1983/84 ein. 1984/85 gelang der vierte Platz in der irischen Meisterschaft, doch schon ein Jahr später folgte der Abstieg von der Premier in die First Division mit nur acht Punkten. 1989 stieg man auf, aber 1990 sofort wieder ab. Es dauerte bis 1995, bis sich UCD wieder im Oberhaus festsetzen konnte. 2003 stieg UCD noch einmal ab, stieg aber wegen der Umstellung der Saison auf Kalenderjahre noch im selben Jahr 2003 wieder auf.

### Europapokalbilanz
| Saison  | Wettbewerb                  | Runde                  | Gegner               | Gesamt    | Hin     | Rück    |
| ------- | --------------------------- | ---------------------- | -------------------- | --------- | ------- | ------- |
| 1984/85 | Europapokal der Pokalsieger | 1. Runde               | FC Everton           | 0:1       | 0:0 (H) | 0:1 (A) |
| 2000    | UEFA Intertoto Cup          | 1. Runde               | Welbaschd Kjustendil | (a)3:3(a) | 3:3 (H) | 0:0 (A) |
| 2015/16 | UEFA Europa League          | 1. Qualifikationsrunde | F91 Düdelingen       | (a)2:2(a) | 1:0 (H) | 1:2 (A) |
| 2015/16 | UEFA Europa League          | 2. Qualifikationsrunde | ŠK Slovan Bratislava | 1:6       | 0:1 (A) | 1:5 (H) |

Gesamtbilanz: 8 Spiele, 1 Sieg, 3 Unentschieden, 4 Niederlagen, 6:12 Tore (Tordifferenz −6)

### Erfolge
- Irischer Pokal (1)
  - 1983/84

- Weltmeister für Universitätsmannschaften (1)
  - 1987

- FAI Super Cup
  - 2000

## Damen
Die Frauen der UCD nehmen mit zwei verschiedenen Teams sowohl an der WSCAI Premier Division, der höchsten Spielklasse für Universitätsfrauenteams, als auch an der DWSL (Dublin Womens Soccer League) Premier League, der höchsten Spielklasse für normale Frauenteams im Westen Irlands teil. Nach dem Austragungszeitraum beider Bewerbe wird die WSCAI-Mannschaft Winterteam und die DWSL-Frauschaft Sommerteam genannt, wobei das Sommerteam ebenfalls hauptsächlich von aktuellen bzw. ehemaligen Studentinnen der UCD gebildet wird.
Eine erste offizielle Fußballerinnenmannschaft am University College Dublin wurde 1966/67 gegründet, trat aber erst 1983 und 1984 bei den ersten beiden Austragung des Inzetvarsity cup, einem Pokalwettbewerb für irische Universitätspokal für Frauenteams in Erscheinung, als das Team jeweils erst im Endspiel unterlag. Seit 1992 spielt in der höchsten Spielklasse der Universitätsliga, in der in den 1990er Jahren drei Meisterschaften errungen werden konnten; die Saison 1994/95 konnte sogar ohne Punktverlust oder Gegentor abschlossen werden.
2002 wurde dann das Sommerteam gegründet, um an den regulären Wettbewerben für Frauen teilnehmen zu können. In den ersten drei Jahren des Bestehens konnte jeweils der Frauenpokal der irischen Republik gewonnen werden. Zudem wurde das Team zwischen 2003 und 2006 viermal in Folge Meister.
Diese Erfolge qualifizierten UCD 2003, 2004 sowie 2005 für die Teilnahme am UEFA-Pokal der Frauen, wo die Fußballerinnen aus Dublin jedoch stets in der ersten Runde ausschieden.